# Amphipoea atlantica
Amphipoea atlantica là một loài bướm đêm trong họ Noctuidae.